# Guy Davis (Comiczeichner)
Guy Davis (* 1966) ist ein US-amerikanischer Comickünstler, hauptsächlich bekannt für seine Arbeiten an Sandman Mystery Theatre und verschiedenen Hellboy-verwandten Titeln. Er arbeitete auch für verschiedene White Wolf, Inc.-Bücher und schuf seine eigene Serie The Nevermen & The Marquis.
Der in Michigan aufgewachsene Künstler Guy Davis hat skizziert und gemalt, solange er sich erinnern kann. Er probierte sich zuerst an Cartoons, die in der Zeitung seiner Heimatstadt während seiner Highschool-Zeit veröffentlicht wurden. Nachdem er sein Studium abgeschlossen hatte, entschied er sich mit Comics weiterzumachen.
1984 erschuf er eine ironische Weltraum-Oper Quonto of the Star Corps für das Kleinauflagen-Fanmagazin Fantastic Fanzine. Quonto wurde vergessen, aber das Fanmagazin wurde später Arrow Comics und führte zur Arbeit an der Comicserie The Realm. Nach ein paar Jahren bei Arrow Comics, brachte ihn seine Arbeit an The Realm zu Caliber Press und seiner ersten (auch rechtlich) eigenen Serie, der Harvey Award nominierten Baker Street. Baker Street führte ihn zu DC/Vertigo und dort zu Arbeiten an Sandman Mystery Theatre mit Matt Wagner und Steven T. Seagle. Seitdem hat er für die meisten großen Comicverlage gearbeitet und Illustrationen für die White-Wolf-Rollenspielserie erstellt. Zurzeit illustriert Guy Mike Mignolas fortlaufende B.P.R.D.-Serie, die Serie The Zombies That Ate The World für Métal hurlant und führt seine eigene Serie The Marquis für Oni Press weiter.

## Auszeichnungen
Er wurde 1997 für Starman und 2004 für Unstable Molecules mit einem Eisner Award ausgezeichnet.